# توربید
توربید، الف، برگ بوئی (نام علمی: Daphne oleoides) نام یک گونه از سرده دافنه است.